# Kota-Dolch

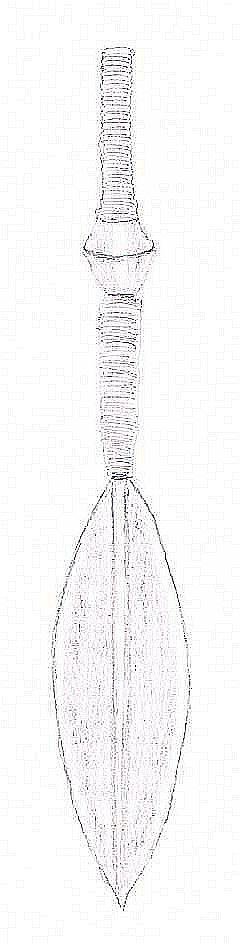

Der Kota-Dolch ist eine zentralafrikanische Statuswaffe.

## Beschreibung
Das Vorkommensgebiet liegt im zentralen und südöstlichen Gabun und an der angrenzenden Republik Kongo im Sangha-Gebiet. Diese Statuswaffe wird von den Ethnien Kota, Kele, Nzabi, Njamwi, Mbamba, Mbete, Fang und Anderen verwendet. Die Größe kann sehr unterschiedlich sein; es gibt Exemplare von 18 bis 80 cm. Je nach Größe und Ausführung wird die Waffe als Dolch, Messer oder Schwert bezeichnet. Die Klinge besteht aus Stahl, ist blattförmig, zweischneidig und hat einen Mittelgrat. Der Griff ist aus Holz und ist in der Regel mit gedrehtem Messingdraht oder mit Messingblech beschlagen. Etwa in der Mitte des Griffes befindet sich eine Verdickung als Knauf. Manche Griffe schließen mit einem Messingkegel ab.